# Святица (приток Чепцы)
Святи́ца — река в Кировской области России, левый приток Чепцы (бассейн Волги). Протекает в Унинском и Фалёнском районах. Устье реки находится в 188 км по левому берегу Чепцы. Длина реки составляет 141 км, площадь водосборного бассейна — 1270 км².
Исток реки на Красногорской возвышенности в 5 км западнее деревни Мамоново (Канахинское сельское поселение, Унинский район), в 12 км к юго-востоку от посёлка Уни и в 10 км к западу от границы с Удмуртией. Рядом с истоком Святицы находится исток реки Чушкец, здесь проходит водораздел бассейнов Кильмези и Чепцы.
Генеральное направление течения — север. Верхнее течение проходит по Унинскому району, среднее и нижнее — по Фалёнскому. Течение проходит по холмистой местности, русло сильно извилистое, в русле есть каменистые перекаты и порожки. Реку перегораживают несколько полуразрушенных плотин недействующих ГЭС. Ширина реки в нижнем течении около 40 метров, в среднем течении 20-30 метров.
На берегах реки расположен ряд населённых пунктов, крупнейшие из них: Сосновка (Унинский район); Нагорское, Белая, Вогульцы, Набережный, Ильинское, Мошни (Фалёнский район). В нижнем течении река протекает в 3 км от райцентра, посёлка Фалёнки.
Впадает в Чепцу в 7 км к северо-востоку от центра посёлка Фалёнки в 5 км от границы с Удмуртией. В низовьях образует затоны и старицы.

## Притоки
- река Дворищанка (пр)
- 24 км: река Берёзовка (лв)
- река Холуянка (лв)
- 38 км: река Кукарка (лв, в водном реестре — Талица)
- 45 км: река Петушиха (лв, в водном реестре — река без названия)
- 48 км: река Луговка (лв)
- 69 км: река Талица (лв)
- река Гнилуха (лв)
- 94 км: река Белая (лв)
- 104 км: река Талица (лв)
- река Берёзовка (лв)
- река Сосновка (пр)

## Данные водного реестра
По данным государственного водного реестра России относится к Камскому бассейновому округу, водохозяйственный участок реки — Чепца от истока до устья, речной подбассейн реки Вятка. Речной бассейн реки — Кама.